# Bombyciella sericea
Bombyciella sericea är en fjärilsart som beskrevs av Max Wilhelm Karl Draudt 1950. Bombyciella sericea ingår i släktet Bombyciella och familjen nattflyn. Inga underarter finns listade i Catalogue of Life.